# Mateusz Murański
Mateusz Murański pseudonim Muran (ur. 10 grudnia 1994 w Wałczu, zm. 8 lutego 2023 w Gdyni) – polski aktor filmowy i telewizyjny oraz freak fighter.

## Życiorys
Był synem Jacka Murańskiego (ur. 1968) i Joanny Godlewskiej-Murańskiej, bratankiem Marka i Wojciecha Murańskich i wnukiem stryjecznym Władysława Murańskiego (1948-1982) oraz wnukiem Czesława Godlewskiego, lekarza. Ukończył Policealną Szkołę Aktorstwa i Musicalu we Wrocławiu. Popularność przyniosła mu rola w serialu Lombard. Życie pod zastaw, w którym grał postać Adriana „Adka” Barskiego, pracownika lombardu.
Chorował na bezdech senny i bezsenność. Zmarł 8 lutego 2023 w wynajmowanym mieszkaniu w Gdyni w wieku 28 lat. Na wniosek rodziny przyczyna śmierci nie została podana opinii publicznej.
Miał narzeczoną Karolinę Wolską, znaną w mediach społecznościowych jako „Karla Wolska”.

## Kariera freak fight

### Walki na zasadach MMA
We wrześniu 2020 roku podczas gali Fame MMA 7, która odbyła się 5 września w Łodzi, Murański wyzwał Arkadiusza Tańculę na pojedynek oraz przekazał informacje o podłożu konfliktu między nimi. Pierwotnie do ich starcia miało dojść na gali Fame MMA 9, jednak Murański wycofał się z walki z powodu kontuzji (uraz tylnej grupy mięśni goleniowo-kulszowych kończyny dolnej prawej). Ostatecznie zestawienie zostało przeniesione na kolejną galę federacji Fame MMA. 15 maja 2021 podczas gali Fame 10 w Łodzi uległ rywalowi decyzją jednogłośną na kartach punktowych. Sędziowie wypunktowali dwie pierwsze rundy dla Tańculi, zaś ostatnią dla Murańskiego.
Drugą walkę stoczył 2 tygodnie później, walcząc na gali FEN 34: Totalbet Fight Night z youtuberem, Arturem „Epic Cheat Mealem” Sycem, z którym wygrał jednogłośnie na kartach punktowych. Kolejną federacją freak show fight w karierze Murańskiego była Elite Fighters, gdzie dwukrotnie triumfował w walkach jednego wieczoru – pierwszą wygrał niejednogłośnie na punkty z Norbertem „Warszawskim Dresikiem” Janeckim, a drugą zwyciężył przez brutalny nokaut ciosem lewym sierpowym z Marcinem „Mielonidasem” Makowskim.
Oczekiwano, że na gali Fame 12 dojdzie do rewanżowego starcia Mateusza Murańskiego z Arkadiuszem Tańculą, jednak ponownie „Muran” doznał kontuzji (złamanie kości gnykowej w obrębie trzonu) i się wycofał z rywalizacji, a w zastępstwo do walki wszedł jego ojciec, Jacek Murański, który także przegrał (dyskwalifikacja) z Tańculą.
Następną walkę w formule MMA stoczył 14 maja 2022 w krakowskiej Tauron Arenie na gali Fame 14 z Alanem „Alanikiem” Kwiecińskim, którą zwyciężył niejednogłośnie na kartach punktowych.
Na następnej gali Fame 15: Zemsta, która odbyła się 26 sierpnia 2022 stoczył niedoszły rewanż z Arkadiuszem Tańculą. Murański w trzeciej rundzie został poddany przez rywala duszeniem zza pleców. Jeszcze tego samego wieczoru ojciec Mateusza Murańskiego, Jacek Murański ponownie przegrał (jednogłośnie na punkty) z Tańculą.

### Walki na zasadach boksu i walka w kick-boxingu (K-1)
19 lutego 2022 stoczył walkę w boksie w tzw. meksykańskich rękawicach z olimpijskim pięściarzem, Kasjuszem „Don Kasjo” Życińskim, będącą „Co-Main Eventem” (druga walką wieczoru), na nowo powstałej gali Prime 1: Zadyma. Po czterech trzyminutowych rundach uległ rywalowi jednogłośnie na punkty.
Drugą walkę na zasadach boksu stoczył 24 września 2022 na gali MMA Attack 4: Reaktywacja w Będzinie. Jego przeciwnikiem został doświadczony zawodnik MMA z Czarnogóry, Vaso Bakočević. Murański ponownie przegrał po pełnym dystansie przez jednogłośną decyzję sędziów.
Jedyny i ostatni pojedynek stoczył w formule kick-bokserskiej na zasadach K-1 z Pawłem „Scarface’em” Bombą w ramach gali High League 5, która odbyła się 10 grudnia 2022. Murański był faworytem, lecz niespodziewanie przegrał pierwsze dwie rundy, a w trzeciej dwukrotnie sprowadził „Scarface’a” do parteru, za co został zdyskwalifikowany.

## Filmografia
- 2022: Io – kibol
- 2021: Inni ludzie – ziomek
- 2021: Krucjata. Prawo serii – strażnik miejski (odc. 5)
- 2021: Na Wspólnej – ochroniarz (odc. 3232, 3234)
- 2020: Asymetria – „Śmieszny”
- 2020: Miasto długów – Lolek (odc. 9)
- 2020: Na sygnale – Romek (odc. 258)
- 2020: Komisarz Alex – Mateusz Rudzian (odc. 166)
- 2019: Echo serca – Sebastian (odc. 24)
- 2019: Ojciec Mateusz – porywacz (odc. 283)
- 2019: Rodzinny interes – Adrian „Adek” Barski
- 2017–2020: Lombard. Życie pod zastaw – Adrian „Adek” Barski
- 2017: Ukryta prawda

Źródło: